# 平底锅河
平底锅河（英語：Fryingpan River）是咆哮叉河的一条支流，科罗拉多河的二级支流，位于美国科罗拉多州中西部，长约42英里（68），大部分位于怀特河国家森林境内，建有蓄水量102,000英畝·英尺（126,000,000立方）的Ruedi水库 。

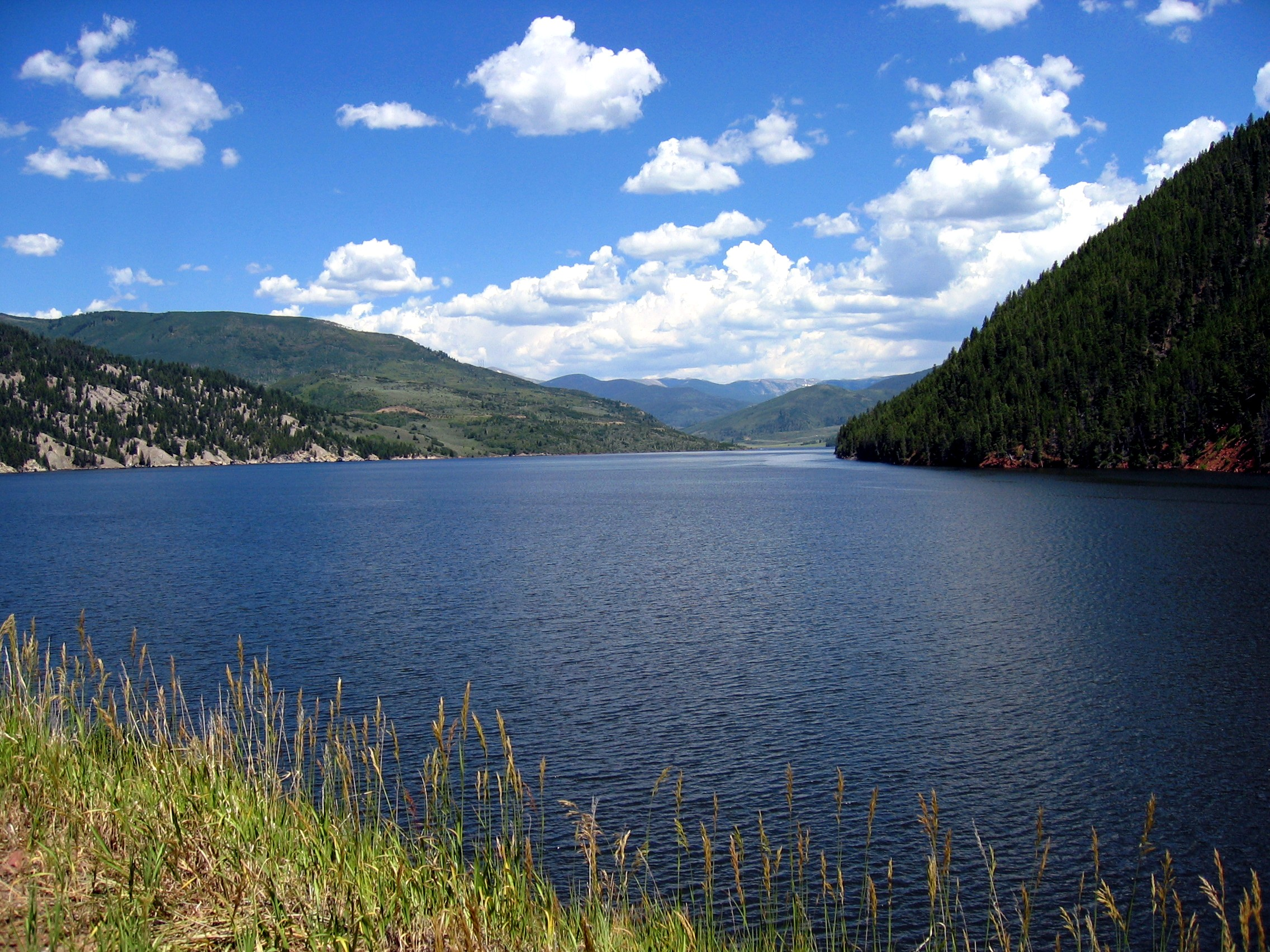
平底锅河上的Ruedi水库